# 长形梨螺
长形梨螺（学名：Pyrunculus longiformis）为囊螺科梨螺属的动物。在中国大陆，分布于广东、东海等海域，属于暖水性种类。其一般栖息于潮间带-潮下带浅水区细砂质底。